# Thalassematidae
Thalassema ist der Name einer Familie der Igelwürmer (Echiura), die weltweit über 100 marine Arten in 7 Gattungen umfasst.

## Merkmale
Die meist grünen, rötlichen oder braunen Igelwürmer der Familie Thalassematidae haben an ihrem Rumpfhinterende keine Ringe von Analborsten; ebenso fehlt ihnen ein Diaphragma hinter dem Pharynx. Die Proboscis am Vorderende des Körpers ist für gewöhnlich wohl entwickelt, manchmal an der Spitze abgeflacht, doch niemals gegabelt, und löst sich leicht vom Rumpf ab. Die meisten Arten der Thalassematidae haben 1 bis 7 Paar Nephridien, doch können es in der Gattung Ikedosoma auch 20 Paar sein. Die Lippen der Nephrostomata können unauffällig, blattartig oder auch länglich und spiralig eingerollt sein. Die Längsmuskulatur des Hautmuskelschlauches ist bei Thalassema, Anelassorhynchus und Arhynchite kontinuierlich, während sie bei Ochetostoma, Listriolobus, Lissomyema und Ikedosoma in Banden verdickt ist.

## Verbreitung, Lebensraum und Lebensweise
Die Igelwürmer der Familie Thalassematidae sind in Gewässern aller drei großen Ozeane verbreitet. Sie leben in eher seichten Gewässern in der Gezeitenzone und darunter. Alle Arten sind Detritusfresser, die mikroskopische Nahrungspartikel mit der Proboscis vom Substrat aufnehmen.

## Lebenszyklus
Männchen und Weibchen sind in der Familie Thalassematidae gleich groß. Die Gameten werden über die Nephridien nach außen gegeben, wo im freien Meerwasser die Befruchtung stattfindet. Es entwickeln sich frei schwimmende, als Zooplankton lebende Trochophora-Larven, die nach einigen Wochen niedersinken und zu bodenlebenden Würmern metamorphosieren.

## Innere Systematik
Die Familie wird derzeit in 7 Gattungen eingeteilt:
- Anelassorhynchus Annandale, 1922
- Arhynchite Satô, 1937
- Ikedosoma Bock, 1942
- Lissomyema Fisher, 1946
- Listriolobus Fischer, 1926 (nicht Spengel, 1912!)
- Ochetostoma Rüppell & Leuckart, 1828
- Thalassema Pallas, 1774